# Primăria orașului Târgoviște
Primăria orașului Târgoviște este un monument istoric aflat pe teritoriul municipiului Târgoviște.

## Galerie

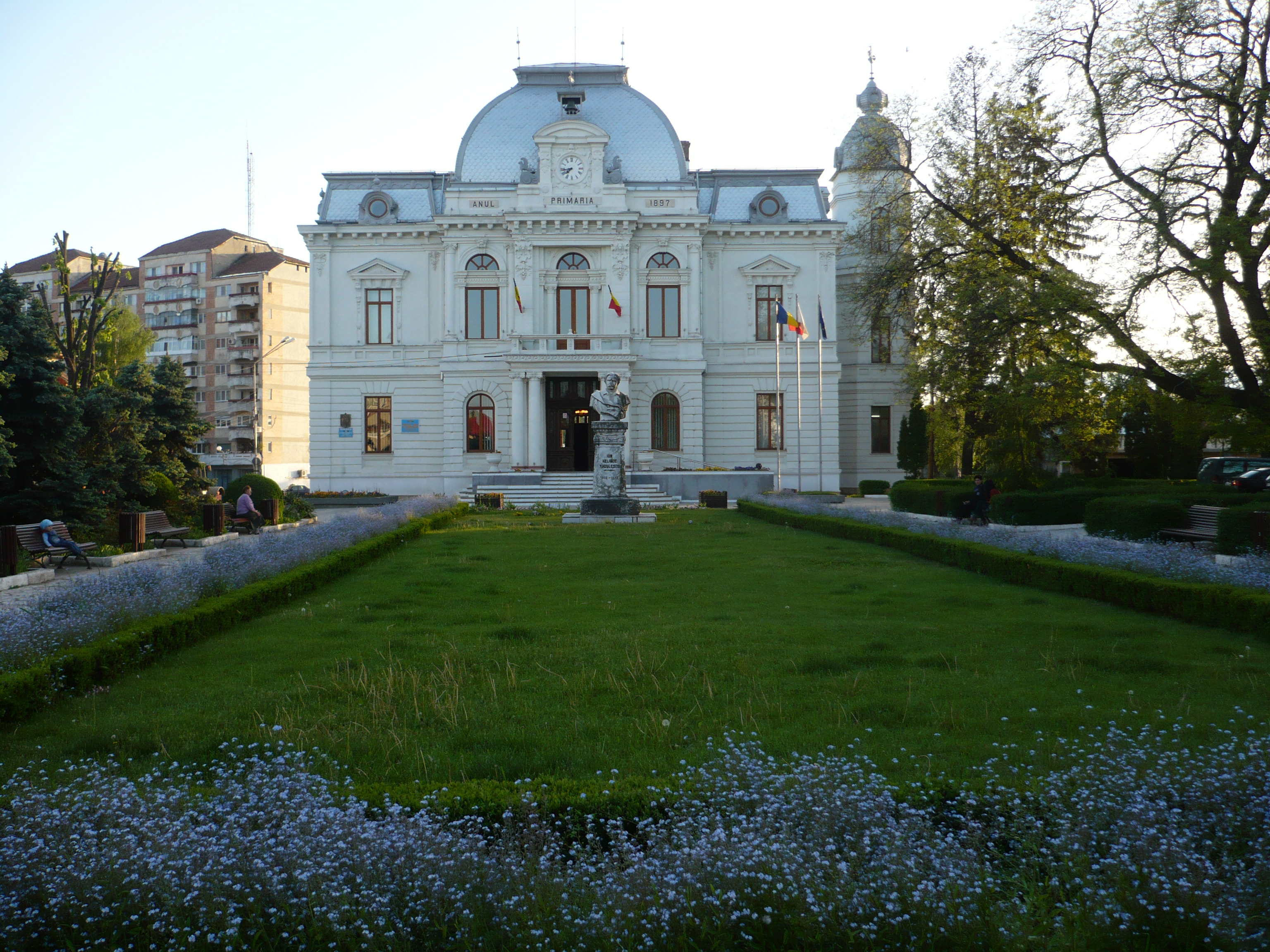
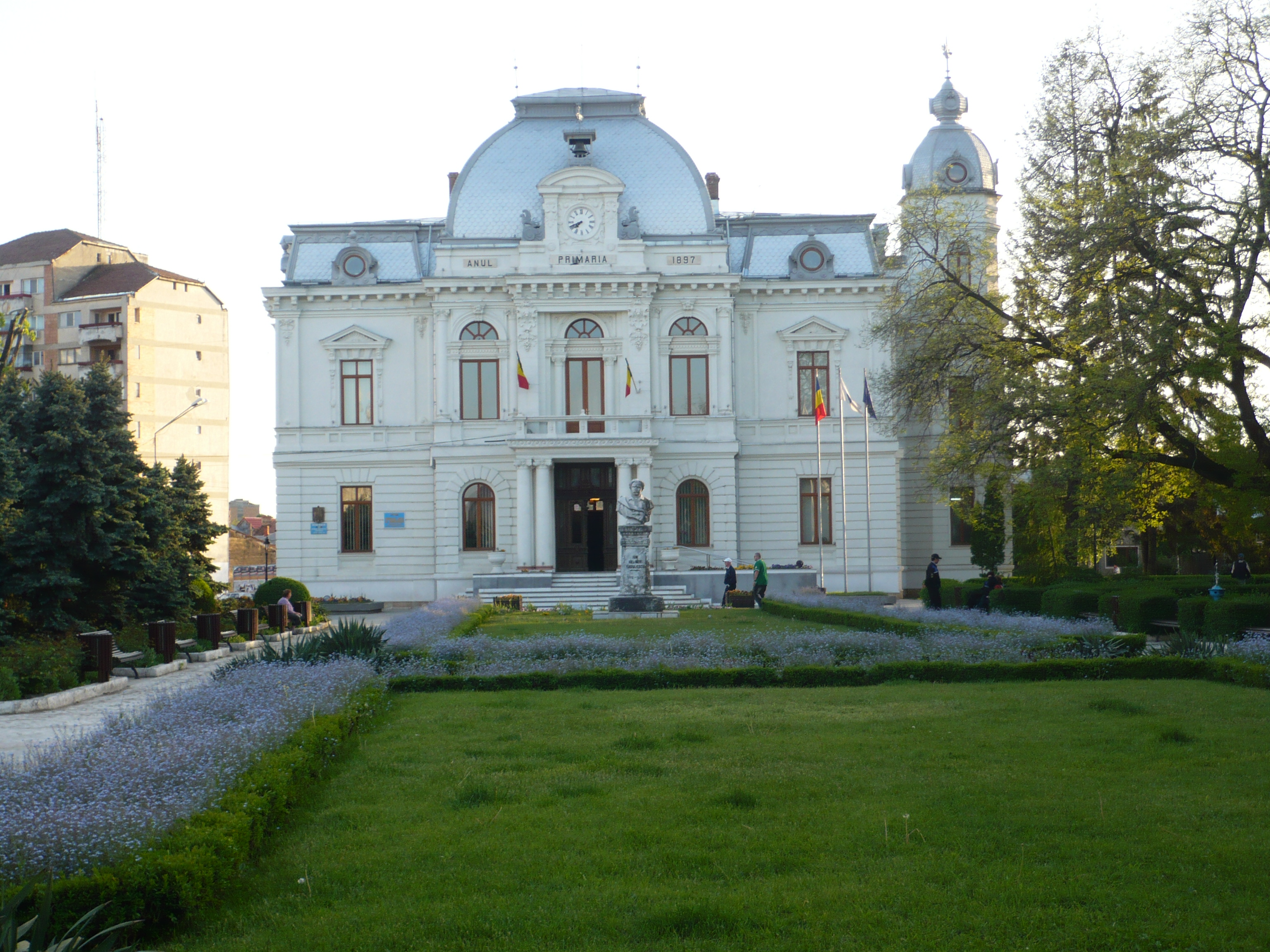
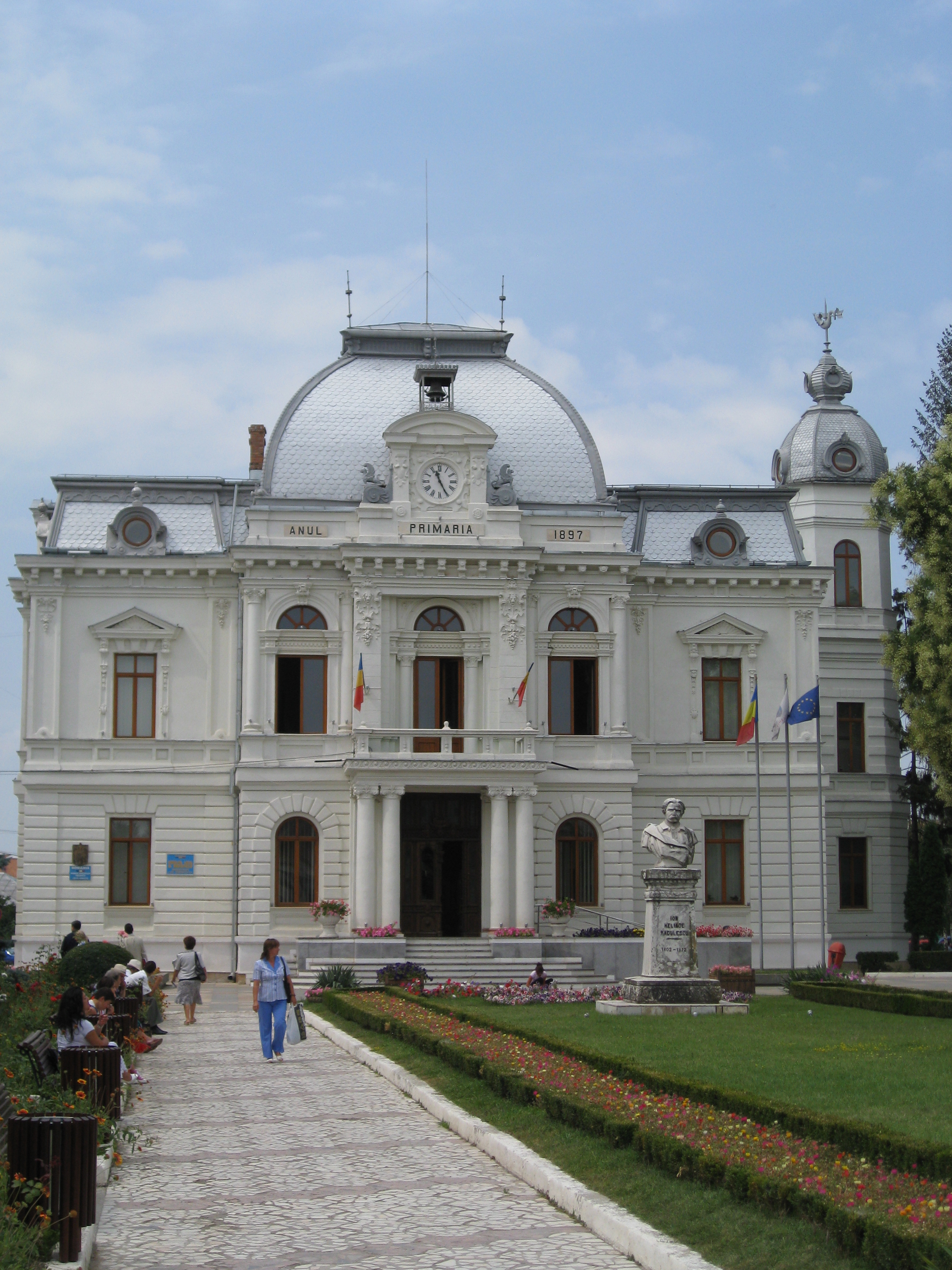
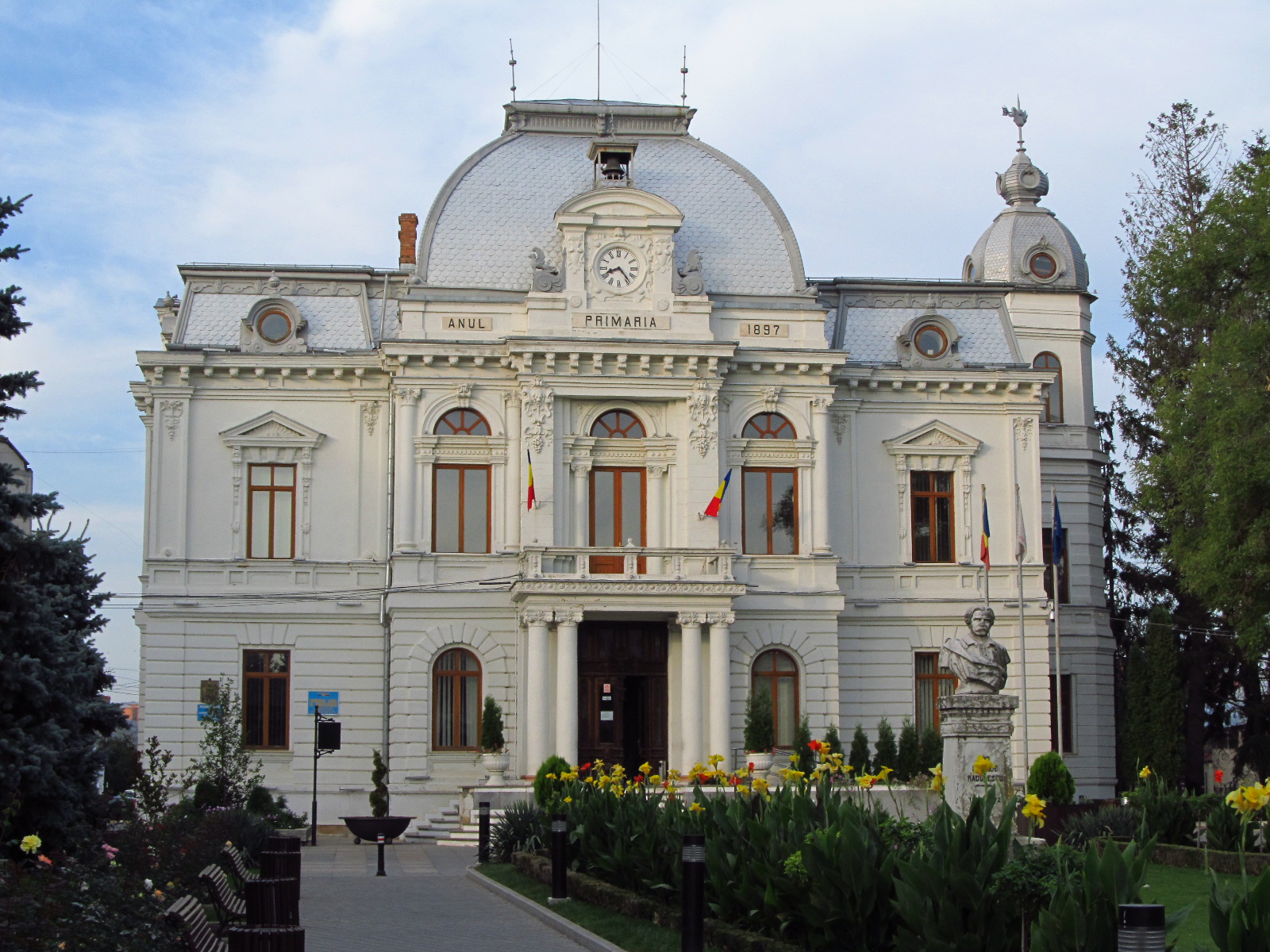